# Sypna diversa
Sypna diversa là một loài bướm đêm trong họ Erebidae.

## Hình ảnh

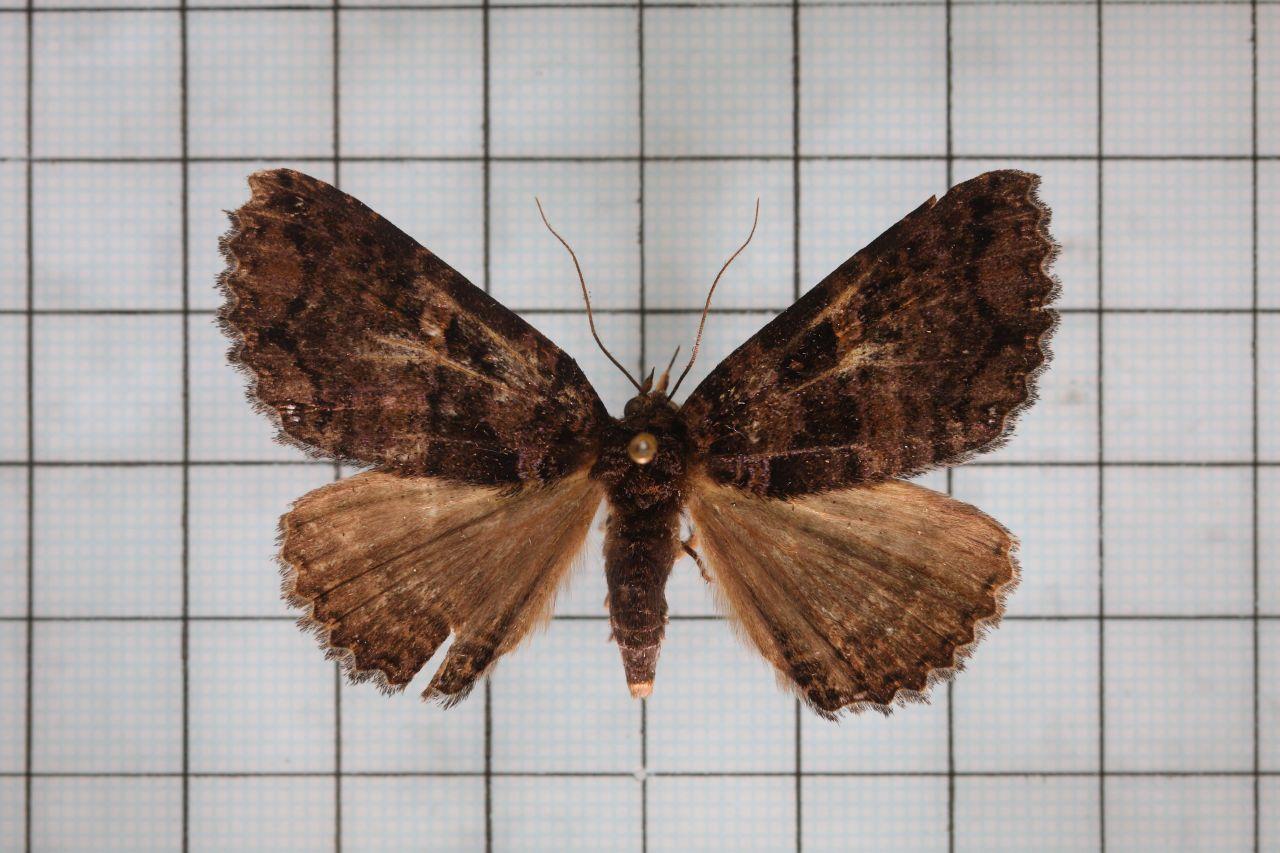